# Marcipalina conjuncta
Marcipalina conjuncta là một loài bướm đêm trong họ Erebidae.